# Sphinx canadensis
Sphinx canadensis är en fjärilsart som beskrevs av Jean Baptiste Boisduval 1875. Sphinx canadensis ingår i släktet Sphinx och familjen svärmare. Inga underarter finns listade i Catalogue of Life.

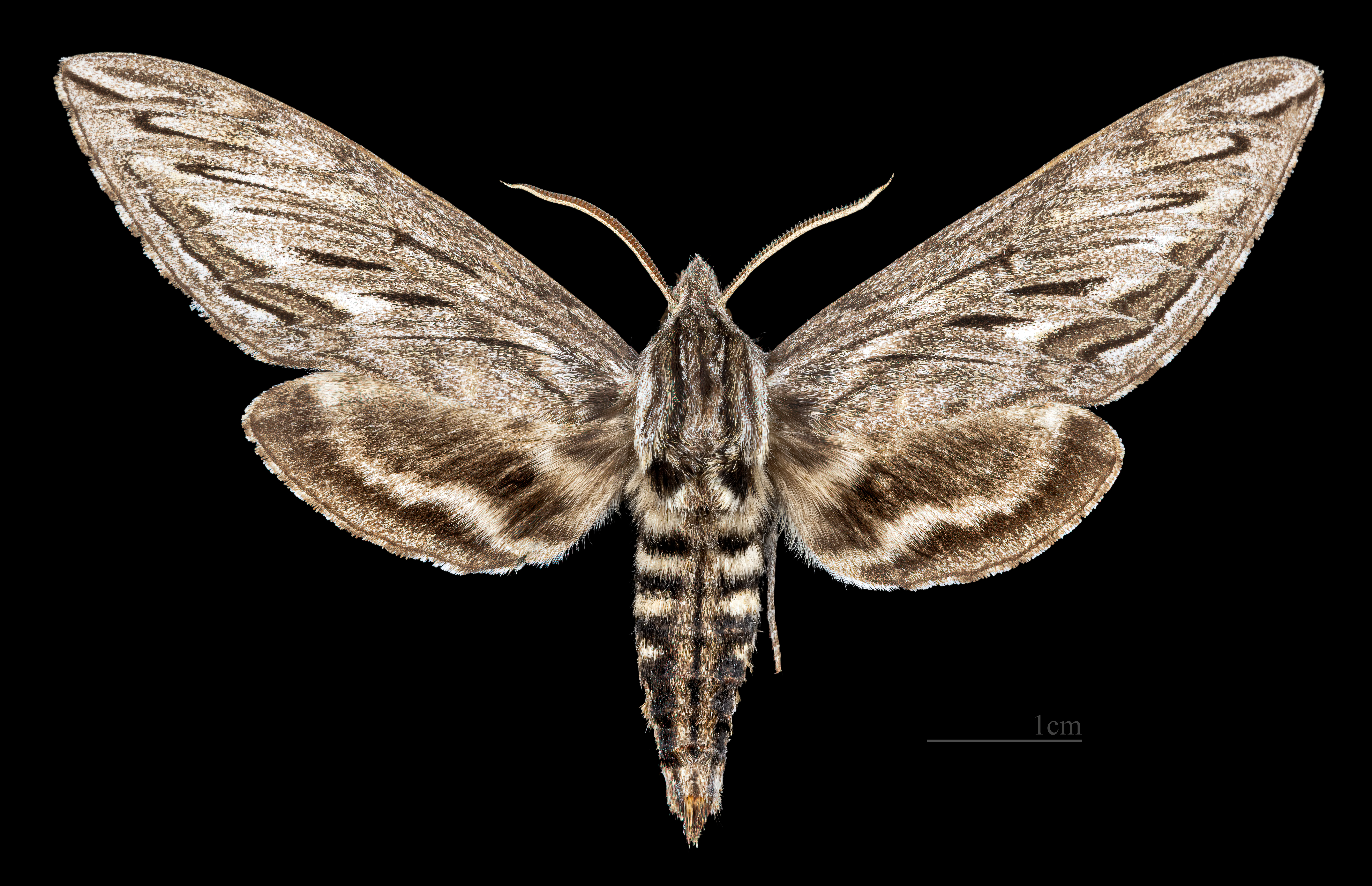
Sphinx canadensis ♂
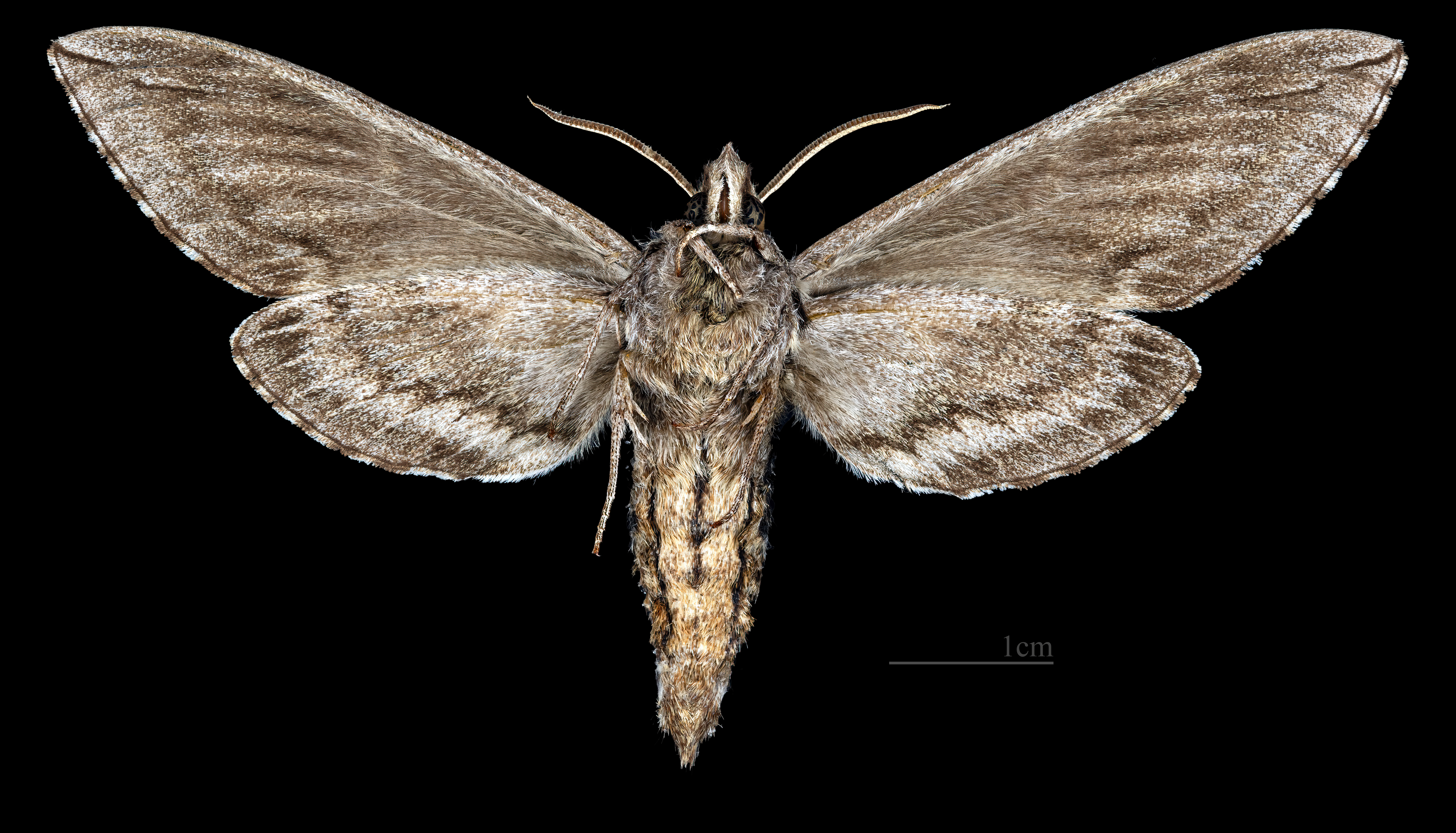
Sphinx canadensis ♂ △